# Duel dans le Pacifique
Pour plus de détails, voir Fiche technique et Distribution.
Duel dans le Pacifique (Hell in the Pacific) est un film de guerre américain réalisé par John Boorman, sorti en 1968.
Le film a la particularité de n'avoir que deux acteurs : Lee Marvin et Toshirō Mifune.

## Synopsis
Au cours de la Seconde Guerre mondiale dans l'océan Pacifique, un aviateur américain abattu échoue sur une île. Cette île apparemment déserte est déjà occupée par un marin japonais. Chacun va essayer de prendre possession de l'île. Finalement, ils vont construire ensemble un radeau et rejoindre un camp en ruines. Mais des photos de soldats torturés et plus généralement leurs différences culturelles vont remettre en question leur coopération mutuelle.

## Fiche technique
Sauf indication contraire, les informations mentionnées dans cette section peuvent être confirmées par la base de données cinématographiques IMDb,  présente dans la section « Liens externes ».
- Titre français : Duel dans le Pacifique
- Titre original : Hell in the Pacific
- Réalisation : John Boorman
- Scénario : Alexander Jacobs et Eric Bercovici, d'après une histoire de Reuben Bercovitch, avec la participation non créditée de Shinobu Hashimoto
- Musique : Lalo Schifrin
- Photographie : Conrad L. Hall
- Montage : Thomas Stanford
- Direction artistique : Anthony Pratt et Masao Yamazaki
- Production : Reuben Bercovitch, Henry G. Saperstein et Selig J. Seligman
- Sociétés de production : Selmur Productions et Henry G. Saperstein Enterprises Inc.
- Distribution : Cinerama Releasing Corporation (États-Unis), Parafrance (France)
- Pays d'origine : États-Unis
- Format : couleurs - 2,35:1 - mono - 35 mm
- Genre : guerre, drame
- Durée : 105 minutes
- Dates de sortie[1] : 
  - États-Unis : 18 décembre 1968
  - France :  27 août 1969
- Affiche : Raymond Elseviers (Belgique)

## Distribution
- Lee Marvin (VF : René Arrieu) : le pilote américain
- Toshirō Mifune : le marin japonais (le capitaine Tsuruhiko Kuroda)

## Production

### Genèse et développement
L'idée du réalisateur John Boorman est « de jouer un tour à l'industrie » en faisant un film muet. La première partie du film est effectivement sans aucun dialogue élaboré[réf. nécessaire]. Le titre initial du film est The Enemy is War.
Toshirō Mifune est engagé à la demande de Lee Marvin, grand admirateur de l'acteur japonais. Par ailleurs, les deux acteurs avaient jadis participé à la guerre du Pacifique. Lee Marvin faisait partie des US Marine et est blessé en 1944 lors de la bataille de Saipan. Il recevra ensuite la Purple Heart. Toshirō Mifune a quant à lui fait partie du service aérien de l'Armée impériale japonaise.
Le scénariste japonais Shinobu Hashimoto, fidèle collaborateur d'Akira Kurosawa, est engagé pour les dialogues japonais. Il procède également à des changements sur le personnage du pilote japonais, dont certains ne plaisent pas du tout à Toshirō Mifune.

### Tournage
Le film est tourné pendant quatre mois dans les Palaos, entre les Philippines et la Nouvelle-Guinée. Les lieux inspirent l'intrigue, car le projet est initialement basé sur un court synopsis.
Toshirō Mifune ne parlant pas un mot d'anglais, le tournage avec John Boorman n'en fut guère facilité. Lee Marvin en profita pour apprendre à son partenaire quelques (gros) mots anglais.
Durant le tournage, il y eut une certaine pression sur le réalisateur pour tourner un affrontement violent entre Marvin et Mifune. Le film ne contenait aucun combat physique entre les deux ennemis. Boorman introduisit deux images mentales où les protagonistes voient, l'un après l'autre, leur propre mort. Boorman déclarera bien des années plus tard que le film serait meilleur sans cette courte scène... Cette séquence, évidemment, servit à vendre le film puisqu'elle se retrouvera dans la bande annonce.

## Fin alternative
Le film existe avec une fin alternative (qui se trouve être la fin initiale de John Boorman). Elle est disponible dans certaines éditions DVD. Les producteurs jugèrent qu'elle n'était pas assez spectaculaire et décidèrent de couper la discussion finale pour monter un stock-shot d'explosion. Celle-ci sous entendant qu'à la suite d'un bombardement les deux protagonistes trouvaient la mort. Voici la fin originale : après les insultes, l'américain récupère ses affaires et son sac à dos. Le japonais remet en silence son uniforme militaire. Les deux hommes se jettent un dernier regard : haineux pour l'américain et abattu pour le japonais. L'américain quitte la base et le japonais sort de dos et quitte le cadre laissant une chaise vide et une horloge.

## Accueil
Avec son style particulier et son absence de dialogues, le film est fraichement accueilli par le public. De plus, à cause d'un budget important, il est un flop au box-office. L'accueil de la presse sera cependant globalement positif, notamment sur la performance de Toshirō Mifune.

## Postérité
Le concept du film inspirera plus tard Wolfgang Petersen pour le film de science-fiction Enemy Mine, avec Dennis Quaid et Louis Gossett Jr., dans lequel deux spationautes rivaux échouent sur une planète désertique, s'entre-aident et finalement deviennent amis.